# La Motte-Saint-Jean
La Motte-Saint-Jean – miejscowość i gmina we Francji, w regionie Burgundia-Franche-Comté, w departamencie Saona i Loara.
Według danych na rok 1990 gminę zamieszkiwało 1236 osób, a gęstość zaludnienia wynosiła 58 osób/km² (wśród 2044 gmin Burgundii La Motte-Saint-Jean plasuje się na 188. miejscu pod względem liczby ludności, natomiast pod względem powierzchni na miejscu 402.).